# Cymbonotus maidenii
Cymbonotus maidenii là một loài thực vật có hoa trong họ Cúc. Loài này được (Beauverd) A.E.Holland & V.A.Funk mô tả khoa học đầu tiên năm 2006.